# Siega Verde
Siega Verde est un site d'art rupestre préhistorique, situé à Serranillo, dans la municipalité de Villar de la Yegua de la province de Salamanque, dans la communauté autonome de Castille-et-León, en Espagne. Siega Verde est le prolongement en Espagne des sites d'art rupestre préhistorique de la vallée de Côa, situés du côté portugais de la frontière.

## Description
Le site consiste en une série de plus de 500 gravures rupestres, réparties en 91 panneaux sur une longueur de plus de 1 km. Elles furent découvertes en 1988 par Manuel Santoja, durant une campagne d'inventaire des sites archéologiques de la vallée de l'Águeda, un affluent du Douro. Les figures comprennent notamment des équidés, aurochs, cerfs et caprins, ainsi que des bisons, rennes et rhinocéros laineux.

## Datation
Les gravures les plus anciennes sont datées du Solutréen (vers 20 000 ans avant le présent). On trouve aussi des figures anthropomorphiques plus récentes, datées du Magdalénien (vers 15 000 ans AP).

## Protection
Siega Verde a été ajouté sur la liste du patrimoine mondial de l'UNESCO en 2010, à la suite des sites d'art rupestre préhistorique de la vallée de Côa, situés de l'autre côté de la frontière, au Portugal, inscrits en 1998.